# Flammarions Holzstich

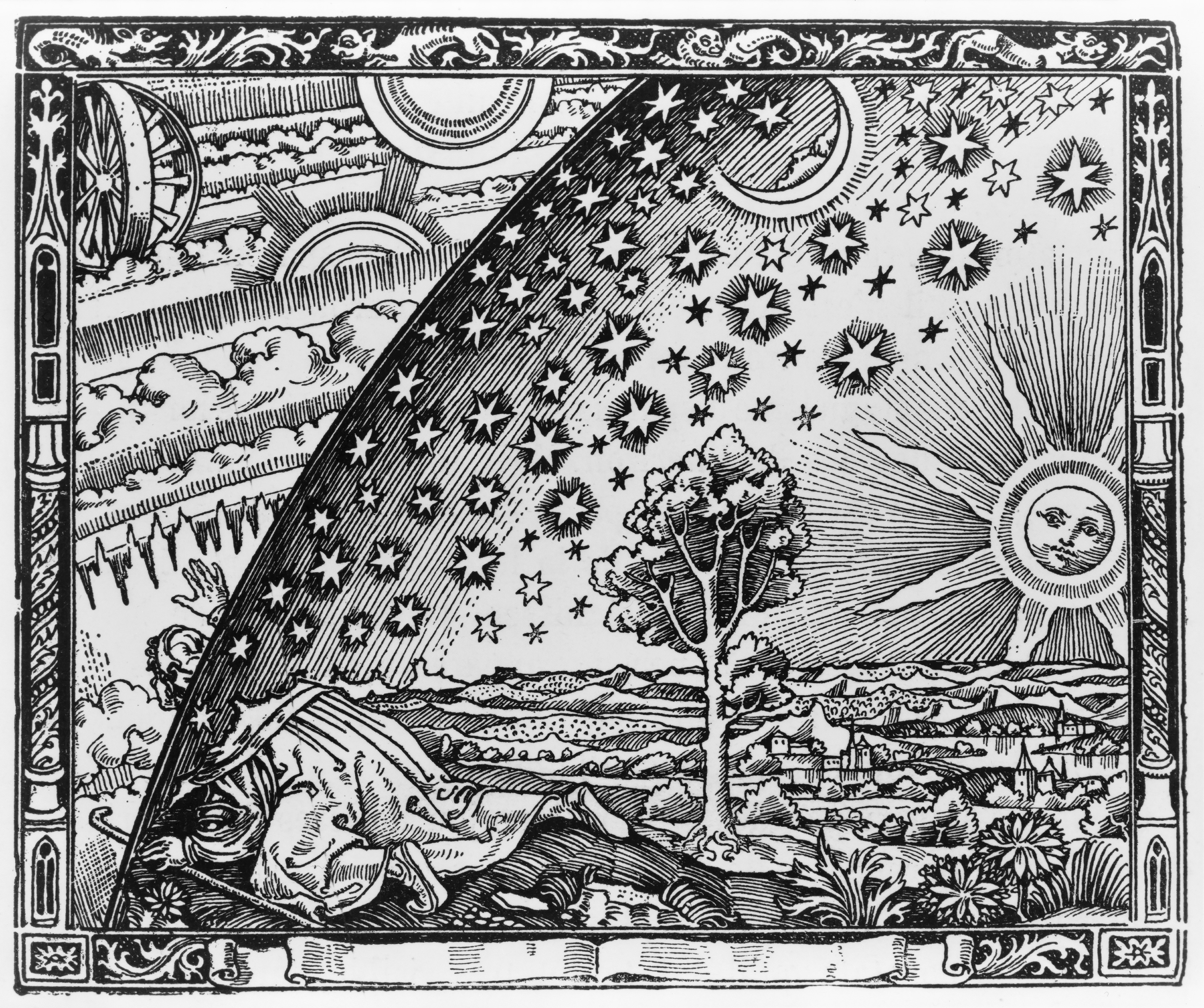
Flammarions Holzstich – erstmals erschienen in L’atmosphère, Paris 1888, als Illustration zu La forme du ciel im Kapitel Le jour

Flammarions Holzstich, auch Wanderer am Weltenrand oder im Französischen au pélerin („auf Pilgerschaft“) genannt, ist das Werk eines unbekannten Künstlers. Der Holzstich erschien erstmals 1888 als Illustration in dem Unterkapitel La forme du ciel („Die Form des Himmels“) des populärwissenschaftlichen Bandes L’atmosphère. Météorologie populaire („Die Atmosphäre. Populäre Meteorologie“) des französischen Autors, Astronomen und Präsidenten der 1887 von ihm gegründeten Société astronomique de France Camille Flammarion.
Die Darstellung zeigt einen Menschen, der am Horizont als dem Rande seiner Welt mit den Schultern in der Himmelssphäre steckt und dahinter Befindliches erblickt. Das Bild wurde im 20. Jahrhundert häufig für die authentische Darstellung eines mittelalterlichen Weltbildes gehalten und oft reproduziert.

## Illustration und Kontext
Der Holzstich wurde zuerst 1888 in der dritten Ausgabe von Camille Flammarions Werk L’atmosphère. Météorologie populaire veröffentlicht und ist eine von über dreihundert Abbildungen in diesem Band, der sechs Bücher zusammenfasst. Im Unterkapitel La forme du ciel des ersten Kapitels Le jour („Der Tag“) des zweiten Buches La lumière et les phénomènes optiques de l’air („Das Licht und die optischen Phänomene der Luft“) des über 800 Seiten umfassenden Bandes ist der Holzstich auf Seite 163 illustrierend eingesetzt.
Die Illustration, im Stil des strengen Historismus oder des 16. Jahrhunderts, zeigt eine hügelige und bergige Landschaft mit mehreren Städten an einem See, überspannt von einem als gekappter Viertelbogen aufgeschnitten gezeigtem hemisphärischen Himmel mit strahlender Sonne, sichelförmigem Mond und zahlreichen Sternen, sowie im Vordergrund links vor einem Baum auf einer Anhöhe einen knienden Beobachter, fast im Vierfüßlerstand, der nach links die Sphäre durchdringt und mit den Schultern in dieser steckt, etwa an der Stelle, wo die Sphäre des Himmels dem Rand der Oberfläche der Erde anliegt. Von einer anscheinend flachen Erdscheibe blickt diese Person, mit Kopfbedeckung, langem Mantel und kurzem Schulterumhang bekleidet und sandalenähnliches Schuhwerk an den bloßen Füßen tragend, auf mehrere kreisähnliche, voneinander abgesetzte und aufeinanderfolgende Streifen oder Schichten, die flammenförmig und wolkenförmig ausgestaltet sind und in oder auf denen zwei Scheiben und ein Paar ineinandergefügter Räder zu liegen scheinen. Den Stock linker Hand hält dieser Wanderer nicht mehr fest, mit der ausgestreckten Rechten macht er eine tastende oder grüßende Geste; der Gesichtsausdruck des im profil perdu gezeigten Beobachters bleibt dem Bildbetrachter in dieser Perspektive entzogen. Ganz im Vordergrund, etwa in Höhe des früheren Standortes der knienden Person, ist am unteren Bildrand eine Stelle zu sehen, wo die Darstellung gegenständliche Unklarheiten aufweist.
Das Bild wird durch einen auffallenden Rahmen gefasst, in den verschiedene Ornamente und Figuren eingelassen sind sowie zu beiden Seiten je eine Säule mit einem Aufsatz, ähnlich einer Fiale gotischer Kathedralen mit Tabernakel und Kreuzblume; im unteren Rahmenbereich ist eine buchähnlich aufgeschlagene Schriftrolle zu sehen, die allerdings keine lesbaren Zeichen trägt. Der Abbildung fehlt damit im Rahmen eine Legende, wie dem Kunstwerk als solchem eine Signatur.
In Flammarions Buch ist diese Illustration im Kapitel La forme du ciel auf Seitenmitte zwischen den Lauftext gesetzt und korrespondiert über die Lage ihrer Einfügung wie über die Bildunterschrift mit einer Passage im Text auf der links nebenstehenden Seite, die nach einer Beschreibung antiker und mittelalterlicher Vorstellungen des Himmels folgt.
Der Untertext zum Bild lautet im Original:

« Un missionnaire du moyen âge raconte qu’il avait trouvé le point où le ciel et la Terre se touchent … »

„Ein Missionar des Mittelalters erzählt, dass er den Punkt gefunden hat, wo der Himmel und die Erde sich berühren …“

Das Bild illustriert eine Textpassage der gegenüberliegenden Seite:

« … Un naïf missionnaire du moyen âge raconte même que, dans un de ses voyages à la recherche du Paradis terrestre, il atteignit l’horizon où le ciel et la Terre se touchent, et qu’il trouva un certain point où ils n’étaient pas soudés, où il passa en pliant les épaules sous le couvercle des cieux. … »

„… Ein naiver Missionar des Mittelalters erzählt sogar, dass er auf einer seiner Reisen auf der Suche nach dem irdischen Paradiese den Horizont erreichte, wo der Himmel und die Erde sich berühren, und dass er einen gewissen Punkt fand, wo sie nicht verschweißt waren, wo er hindurch konnte, indem er die Schultern unter das Himmelsgewölbe beugte. …“

In dieser Passage des Textes stellt Flammarion mit nur einem einzigen, zwischen Auslassungszeichen abgesetzten, Satz dem Leser eine Geschichte vor, in welcher eine hier als « missionnaire » bezeichnete Person etwas Unglaubliches berichtet, das sie angeblich erlebt oder vollbracht hat. Flammarion erzählte die gleiche Geschichte bereits – noch ohne die Illustration – in der 1872 erschienenen Ausgabe von L’atmosphère wie auch sehr ähnlich in einigen anderen seiner Werke, so 1865 in Les mondes imaginaires et les mondes réels, in der 1872 gedruckten Histoire du ciel und 1884 in Les terres du ciel. In diesen Geschichten, die jeweils immer nur aus einem einzigen Satz bestehen, ist die Person 1865 und 1872 ein „Anachoret“, ebenfalls 1872 « un intéressant missionnaire », 1884 waren es „einige Mönche“, 1888 nun « un naïf missionnaire ».
Als Quelle für die Erzählung verweist Flammarion auf eine Passage in den Lettres des französischen Skeptikers François de La Mothe le Vayer. Dieser spricht in den Remarques Geographiques („Geographische Bemerkungen“, Brief 89; 1662) einleitend von seinem Ärger über die Weitergabe und schriftliche Wiedergabe angeblicher Erlebnisse oder offensichtlicher Lügenmärchen durch Reiseerzähler beziehungsweise Historiografen, die als Geografen auftreten. Er kommt dabei auf die frühneuzeitlichen fantastischen Reisen von Fernão Mendes Pinto und von Vincent Le Blanc zu sprechen. Mendes Pinto unterstützte 1554 als Laienbruder des Jesuitenordens dessen Missionstätigkeit in Japan, bevor er zur dort unter dem Vorwand einer religiösen Mission praktizierten kolonialistischen Ausbeutung ein kritisches Verhältnis gewann und den Orden verließ; die postum 1614 als Peregrinação (port., ‚Pilgerreise‘) veröffentlichten Memoiren und Reiseberichte, von der Societas Jesu überarbeitet, brachten Mendes Pinto in den Ruf eines Aufschneiders. Der Franzose Le Blanc aus Marseille, dessen Reisebericht 1648 postum erschien, behauptete, ganz Südasien, Afrika und Amerika bereist zu haben, was allenfalls teilweise zutraf. Die Berichte Le Blancs erinnern La Mothe Le Vayer an eine von Strabon wiedergegebene Behauptung des Pytheas aus Massalia gleicher Herkunft, nördlich von Thule das Bindemittel des Universums gefunden zu haben, und dessen „Unverschämtheit, darüber zu reden wie von einer Sache, die er gesehen hatte“. „Dieser gute Anachoret“, fährt er fort, wobei unbekannt ist, wen er damit meint, und schließt eine Geschichte an, die mittelalterliche vor-magellansche Züge trägt. La Mothe Le Vayer fasst sie ebenfalls in nur einen Satz:

« Ce bon Anachorete qui se vantoit d’avoir esté jusques au bout de Monde, disoit de mesme qu’il s’estoit veu contraint d’y ployer fort les épaules, à cause de l’union du Ciel & de la Terre dans cette extremité. Mais comme l’on trouve beaucoup de contes fabuleaux dans cette sorte de lecture, […] »

„Dieser gute Anachoret, der sich brüstete bis an den Rand der Welt gekommen zu sein, erzählte gar, dass er sich gezwungen gesehen hätte, dort kräftig die Schultern zu beugen, wegen der Vereinigung des Himmels und der Erde an diesem äußersten Ende. Doch wie man viele fabelhafte Geschichten findet in dieser Sorte von Lektüre, […]“

In enger Anlehnung an diese Textstelle erzählt Flammarion seine Geschichte und hebt den Bezug auf La Mothe Le Vayer in früheren Werken noch ausdrücklich hervor, so 1865 in Les mondes imaginaires et les mondes réels („Die imaginären Welten und die wirklichen Welten“):

« Pythéas en parlait comme d’une chose qu’il avait vue. […] Ce fait nous rapelle le récit que Le Vayer rapporte dans ses Lettres. Il parait qu’un anachorète, probablement un neveu des Pères des déserts d’Orient, se vantait d’avoir été jusqu’au bout de monde et de s’être vu contraint d’y plier les épaules, à cause de la réunion du ciel et de la Terre dans cette extrémité. »

„Pytheas sprach darüber wie von einer Sache, die er gesehen hatte. […] Dieser Sachverhalt ruft uns die Erzählung in Erinnerung, die Le Vayer in seinen Lettres vermeldet. Es scheint, dass ein Anachoret, wahrscheinlich ein Neffe der Wüstenväter des Orients, sich brüstete, dass er bis an den Rand der Welt gekommen wäre und sich gezwungen gesehen hätte, dort die Schultern zu beugen, wegen der Wiedervereinigung des Himmels und der Erde an diesem äußersten Ende.“

… und so auch noch 1872 in Histoire du ciel („Geschichte des Himmels“):

« J’ai dans ma bibliothèque, interrompit le député, un ouvrage assez curieux: Les Lettres de Levayer. Je me souviens d’y avoir lu qu’un bon anachorête se vantait d’avoir été jusqu’au bout de monde, et de s’être vu contraint d’y plier les épaules, à cause de l’union du ciel et de la Terre dans cette extrémité. »

„Ich habe in meiner Bibliothek, unterbrach der Abgeordnete, ein ziemlich kurioses Werk: Les Lettres de Levayer. Ich entsinne mich, dort gelesen zu haben, dass ein guter Anachoret sich brüstete bis an den Rand der Welt gekommen zu sein, und sich gezwungen gesehen hat, dort die Schultern zu beugen, wegen der Vereinigung des Himmels und der Erde an diesem äußersten Ende.“

Im ebenfalls 1872 erschienenen Band L’atmosphère. Description des grands phénomènes de la nature fehlt hingegen wie in L’atmosphère. Météorologie populaire ein Verweis auf Le Vayer in der abgewandelten Textpassage – an die der Untertitel des gegenüber eingefügten Holzstichs sichtlich anknüpft –, und ihr Zusammenhang mit dessen Lettres ist daher – wie ebenso in der 1888, dem 300. Geburtsjahr Le Vayers, erschienenen neuen Ausgabe – nicht mehr unmittelbar ersichtlich. So bleibt dem Leser überlassen, einen Bezug zu den Remarques Geographiques herzustellen, wo die Skepsis gegenüber einer ungeprüften Weitergabe und Wiedergabe thematisiert wird.
Daneben ging es Flammarion in diesem Zusammenhang wohl auch darum, eine Vorstellung des Himmelsgewölbes zu karikieren, nach der man durch Ersteigen von Bergen bis an den Rand der Atmosphäre gelangen könne. Dem stellt er seine eigenen Ballonfahrten gegenüber, höher hinauf als der Olymp, ohne an das Himmelszelt gestoßen zu sein. Das Blatt des Einleitungskapitels zu L’atmosphère zeigt über diesem Titel das Bild einer Ballonfahrt über den Wolken. Der Text steht unter dem Motto « in ea vivimus, movemur et sumus » (lat., „In dieser leben wir, werden bewegt und sind“).
Das Kapitel, in dem Flammarions Holzstich 1888 erstmals erscheint, behandelt auf den nachfolgenden Seiten die Form des Himmels unter verschiedenen Aspekten, wobei der Autor unter anderem Horizontlinie, Fluchtlinien und Fluchtpunkte perspektivischer Wiedergabe abhängig von der Beobachtungshöhe aufzeigt am Abbild einer Baumreihe sowie die scheinbare Wölbung des Himmels erläutert durch ein dem Holzstich ähnliches Schema. Im letzten Absatz des Kapitels fordert Flammarion den Leser auf, noch einmal das Frontispiz zu betrachten, eine Lithografie nach einem Gemälde des Landschaftsmalers Jean Achard, das in der Perspektive dem Holzstich ähnelt, und die feine Abstufung der atmosphärischen Farbnuancen bis zum Horizont zu genießen. Flammarion schließt das Kapitel mit dem Satz: „Es ist immer noch besser die Erde zu bewohnen als den Mond.“
Dem Titelblatt des gesamten Bandes vorangestellt ist ein kolorierter Stich Les perspectives aériennes, der unter nahezu wolkenlosem Himmel eine hügelige Landschaft zeigt, gesehen von einem erhöhten Standpunkt in der Biegung eines abfallenden unbefestigten Hohlwegs und auf den ersten Blick menschenleer.

## Symbolik und Deutung

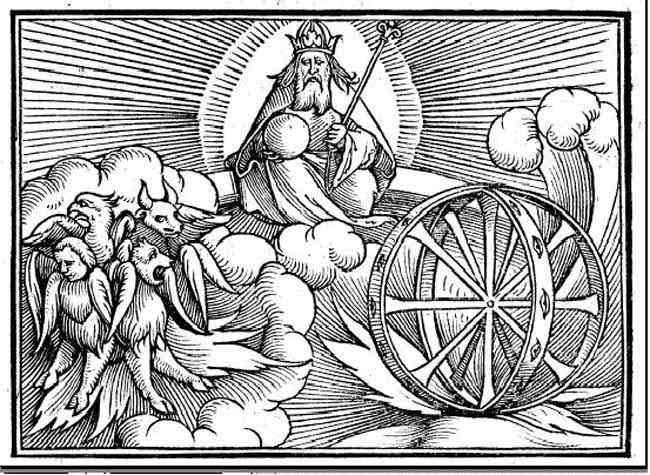
Merkaba (16. Jahrhundert)

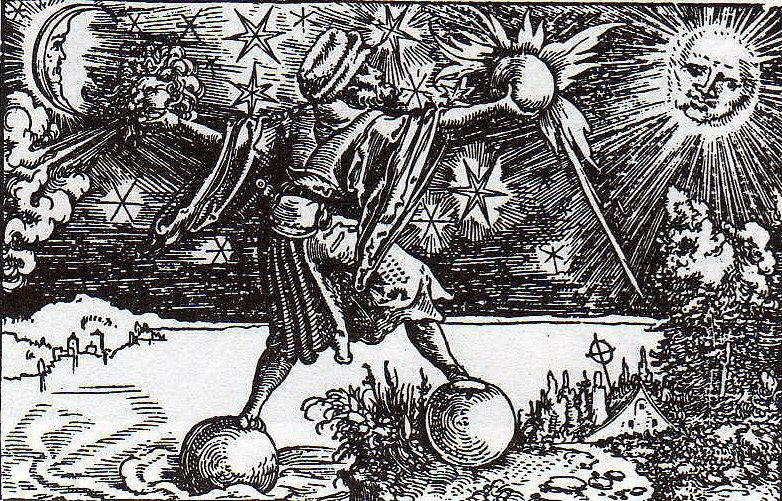
Der Mensch zwischen den vier Elementen (16. Jahrhundert)

Gemäß dem mittelalterlichen Weltbild lag hinter den Himmelssphären, außerhalb des Fixsternhimmels, noch ein Kristallhimmel und darüber der Feuerhimmel (das empyreum). Flammarions Holzstich zeigt hier Dinge, zu deren Deutung und Benennung der Bildtext und die zugehörige Geschichte keine Erklärungen bieten. In der Bildenden Kunst findet sich keine unmittelbar vergleichbare Himmelsdarstellung. Der Stich zeigt unbekannte Sphären, zwei runde Gestirne – C. G. Jung sah darin 1958 „ein Urbild der Ufovision …, die projizierten «rotunda» der inneren, bzw. vierdimensionalen Welt“ – sowie zwei in sich selbst laufende Räder, die C. G. Jung als die Merkaba Ezechiels deutete. Moderne Betrachter erwarten kein Gottesbild im Himmel und sehen hier „das Universum“, „Geräte“, einen „himmlischen Mechanismus“ und dergleichen oder den „unbewegten Beweger“ oder primum movens, was als Vorstellung auf Aristoteles zurückgeht.

## Wirkungsgeschichte
Die Abbildung wurde erstmals 1903 auch in einem deutschsprachigen Werk verwendet und hier als „Mittelalterliche … Darstellung des Weltsystems“ bezeichnet. Sie wurde in der Folge in vielerlei Kontexten zur Illustration verwendet und dabei häufig als authentischer spätmittelalterlicher oder frühneuzeitlicher Holzschnitt betitelt. Fast stets wurde sie ohne Flammarions Schmuckrahmen gezeigt, teilweise zusätzlich im oberen Teil um Räder, Mond und Gestirne beschnitten. Seit 1979 wurden von Künstlern auch kolorierte Fassungen gezeigt. Etwa um diese Zeit begann das Bild als Illustration für die Wende vom Mittelalter zur Neuzeit im deutschsprachigen Raum auch Einzug in Schul-Lehrbücher für Geschichte zu halten, erstmals wohl 1976.
In der wissenschaftlichen Auseinandersetzung mit dem Stich wurde die Frage nach dessen Urheberschaft, Authentizität und Datierung gestellt. Dabei vertrat Weber 1973 den Standpunkt, dass der Stich der Neorenaissance zuzuordnen sei, wofür insbesondere die Verzahnung mit Flammarions Text, das Vermischen von Stilelementen unterschiedlicher Epochen (Rahmen Flamboyant, 15. Jahrhundert, Bildinhalt Renaissance, 16. Jahrhundert) und die erst im 19. Jahrhundert entwickelte Technik des Holzstichs sprächen. Damit liegt die Annahme nahe, dass Flammarion den Holzstich selbst in Auftrag gab, passend als Darstellung für ebendiese Stelle in der Ausgabe des Jahres 1888. Jedoch fand auch die Annahme, der Stich sei in die Zeit der Renaissance zu datieren, Fürsprecher (Senger 1998, 2002).
Die verbreitete Vorstellung einer Flacherde im Rahmen des mittelalterlichen Weltbildes ist historisch falsch. Diesen Mythos schufen amerikanische Autoren erst gegen 1830, um das europäische Mittelalter im Kontrast zur Moderne als irrational darzustellen. Etwa seit dem ausgehenden 15. Jahrhundert wurde zwischen Antike aetas antiqua und Neuzeit aetas moderna ein mittleres Zeitalter aetas media abgesetzt und in zunehmend düsterem Licht als aetas obscura gesehen, im 19. Jahrhundert bis hin zu der Anschauung, im „dunklen Mittelalter“ sei unter den Verwüstungen der Völkerwanderung sowie der dogmatischen Zensur der Kirche die Bildung der Antike zwischenzeitlich so weit verloren gegangen, dass auch die antiken Erkenntnisse über die Kugelgestalt der Erde dem Bild einer flachen Erde als Scheibe gewichen sein sollen. Demgegenüber wurde die rationale Überprüfung von Weltanschauungen – mitsamt der Widerlegung überholter Modelle – als Aufklärung gesehen beziehungsweise als Projekt der Moderne verstanden.